# Mitrofan (Sieriogin)
Mitrofan, imię świeckie Michaił Pietrowicz Sieriogin (ur. 7 sierpnia 1972 w Penzie) – rosyjski biskup prawosławny.

## Życiorys
Edukację na poziomie podstawowym i średnim (szkoła zawodowo-techniczna) uzyskał w Penzie. W 1990 z błogosławieństwa arcybiskupa penzeńskiego i sarańskiego Serafina został lektorem i chórzystą w cerkwi św. Mitrofana z Woroneża w Penzie. Od 1990 do 1992 odbywał zasadniczą służbę wojskową. Po jej ukończeniu wrócił do służby w cerkwi św. Mitrofana. 27 grudnia 1992 arcybiskup Serafin wyświęcił go na diakona i skierował do pracy duszpasterskiej w soborze Opieki Matki Bożej w Penzie. Święcenia kapłańskie przyjął z rąk tego samego hierarchy 11 kwietnia 1993. 29 kwietnia 1993 został proboszczem cerkwi Trójcy Świętej w Jerszowie. W lipcu tego samego roku arcybiskup Serafin wyznaczył go na proboszcza parafii Narodzenia Pańskiego w Niłowce. 24 sierpnia 1993 złożył wieczyste śluby mnisze przed arcybiskupem Serafinem, przyjmując imię zakonne Mitrofan na cześć Mitrofana z Woroneża. W latach 1996–1999 uczył się w seminarium duchownym w Moskwie. 
Od 1997 był przełożonym nowo otwartego Kierieńskiego Monasteru Tichwińskiej Ikony Matki Bożej w Wadińsku, po roku otrzymał godność ihumena. W okresie sprawowania obowiązków przełożonego doprowadził do odbudowy kilku obiektów w kompleksie monasterskim – dwie cerkwie, dzwonnicę i cerkiew nadbramną, refektarz i budynek mieszkalny dla mnichów, utworzył gospodarstwo. Odnowił placówkę filialną monasteru w Penzie z cerkwią Przemienienia Pańskiego. Przy świątyni tej powstał następnie samodzielny klasztor. W 1999 przy monasterze w Wadińsku powstała dwuletnia szkoła niedzielna, zaś w 2001 – muzeum krajoznawcze. W latach 2002–2008 równocześnie z kierowaniem monasterem był dziekanem 10 dekanatu eparchii penzeńskiej oraz dziekana klasztorów w eparchii. W 2012 otrzymał godność archimandryty. 
Po utworzeniu eparchii sierdobskiej został jej sekretarzem, zaś w grudniu 2012 wszedł do rady eparchialnej. W marcu 2013 został proboszczem parafii przy katedralnym soborze św. Michała Archanioła w Sierdobsku. W tym samym roku ukończył wyższe studia teologiczne w Kijowskiej Akademii Duchownej. 
16 lipca 2013 został nominowany na biskupa sierdobskiego i spasskiego. Jego chirotonia biskupia odbyła się w soborze Przemienienia Pańskiego w Monasterze Sołowieckim pod przewodnictwem patriarchy moskiewskiego i całej Rusi Cyryla, 19 sierpnia 2013.